# Paraleptomys rufilatus
Paraleptomys rufilatus — вид гризунів, що перебуває під загрозою зникнення, родини Muridae, поширений у високогір'ях Нової Гвінеї (Папуа-Нової Гвінеї й Індонезії).

## Морфологічні характеристики
Вид із довжиною голови та тулуба від 118 до 135 мм, довжиною хвоста від 127 до 146 мм і, з вагою від 54 до 58 грамів. Задні лапи довжиною від 30 до 35 мм, вуха довжиною 17–20 мм. Колір верхньої частини коричневий з червонуватими відблисками на боках. Черевні частини, підборіддя і горло білі. Відмінними рисами є біле горло, біла грудка та більш червонувато-коричневі боки. Хвіст розділений на коричневу верхню поверхню та білу нижню. Лапи зовні мають сіро-коричневе забарвлення, а зсередини білі краї.

## Спосіб життя
Тварина веде переважно нічний спосіб життя, хоча одну особину було спіймано вдень. Дієта, ймовірно, складається з комах і черв'яків. Відомостей про репродуктивну поведінку немає.